# Terenna
Terenna é um género botânico pertencente à família Rubiaceae.
Terenna também é uma tribo indígena brasileira localizada na região de Dourados-MS.
Existe também a família Terenna, de origem italiana, com descendentes localizados principalmente na capital de São Paulo.
1. ↑  «Terenna — World Flora Online». www.worldfloraonline.org. Consultado em 19 de agosto de 2020